# Sielanka (jezioro)
Sielanka – jezioro w Warszawie, w dzielnicy Wilanów.

## Położenie i charakterystyka
Jezioro jest starorzeczem Wisły. Leży po lewej stronie Wisły, w Warszawie, w dzielnicy Wilanów, w rejonie MSI Wilanów Niski, w pobliżu ulic Sielanki, Biedronki i Łuczniczej. Jest połączone poprzez kanał „W” o długości 1,3 km z Jeziorkiem Czerniakowskim. W kanale tym woda płynie okresowo, a jezioro określane jest wręcz jako bezodpływowe. Leży w zlewni Kanału Głównego „A”.
Jezioro jest zdegradowane, wysycha i silnie zarasta. W przeszłości zbiornik wodny połączony był z Jeziorem Wilanowskim. W celu zasilenia Jeziorka Czerniakowskiego wodami Potoku Służewieckiego postuluje się odtworzenie tego połączenia.
„Program Ochrony Środowiska dla m. st. Warszawy na lata 2009–2012 z uwzględnieniem perspektywy do 2016 r.” podaje, że jezioro położone jest na tarasie zalewowym i ma powierzchnię 0,8910 ha. Obszar jego zlewni wynosi 0,22 km². Według numerycznego modelu terenu udostępnionego przez Geoportal lustro wody znajduje się na wysokości 82,5 m n.p.m. Długość jeziora wynosi 450 m (według innego źródła 300 m), a jego maksymalna szerokość to 30 m. Zbiornik wodny ma wydłużony kształt w kierunku E–W. Jego głębokość wynosi 1,0 m.

## Przyroda
Jezioro znajduje się na terenie Warszawskiego Obszaru Chronionego Krajobrazu, a także w otulinie rezerwatu przyrody Jeziorko Czerniakowskie.
W 2004 roku na terenie jeziora i w jego okolicach stwierdzono występowanie kaczki krzyżówki.